# Centrale nucléaire de Beznau
Pour les articles homonymes, voir KKB.
La centrale nucléaire de Beznau (en allemand Kernkraftwerk Beznau ou KKB) est située sur l’île artificielle de Beznau sur l’Aar, sur le territoire de la commune de Döttingen, dans le canton d'Argovie en Suisse. Elle est exploitée par Axpo (anciennement NOK).
D'une puissance de deux fois 365 MW, elle est depuis février 2012, la plus ancienne centrale nucléaire en activité au monde depuis la fermeture de la centrale britannique d'Oldbury.

## Description

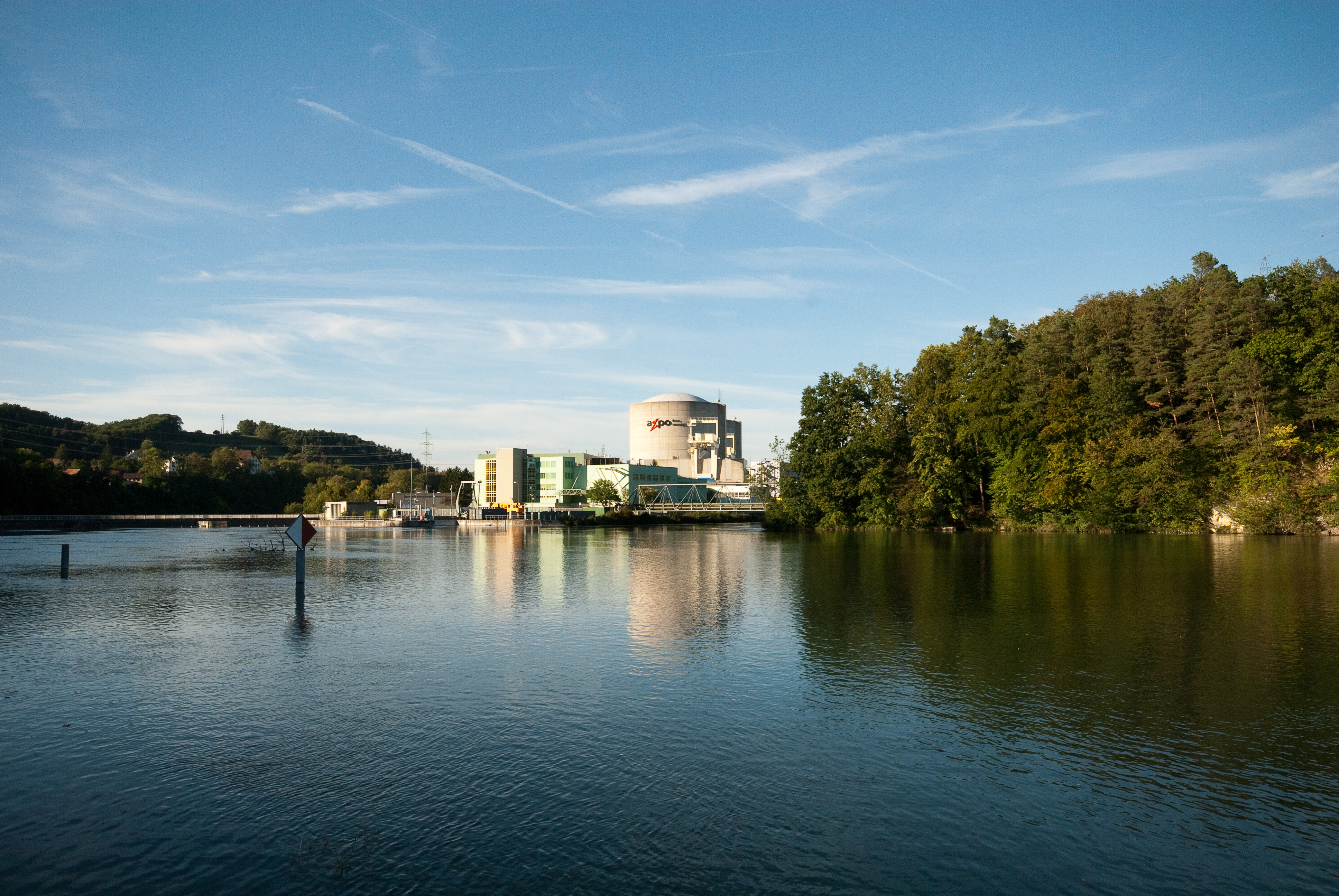
Vue panoramique.

Elle a été mise en service en 1969. Elle est la seule des quatre centrales nucléaires suisses à disposer de plusieurs réacteurs, deux en l’occurrence. Ces réacteurs sont du type à eau pressurisée (REP) :
- Beznau 1 : 365 MW, mis en service le 17 juillet 1969[2], initialement prévu pour 40 ans (2009). Il a atteint 50 ans de fonctionnement en 2019. C'est le plus ancien réacteur nucléaire en fonctionnement dans le monde[3] ;
- Beznau 2 : 365 MW, mis en service en 1971, initialement prévu pour 40 ans (2011).

Ces réacteurs sont de la société Westinghouse.
Leur puissance électrique a évolué au cours de l'exploitation :
- 350 MW jusqu'au 30 septembre 1996 ;
- 357 MW jusqu'au 2 janvier 2000 ;
- 365 MW depuis le 2 janvier 2000.

Îlot nucléaire
Le cœur dispose de 121 assemblages avec 179 barres de combustible chacun. Cela représente environ 40 t de combustible. Le circuit primaire fonctionne sous une pression de 153 bars et une température moyenne de 300 °C.
Îlot conventionnel
La centrale utilise deux turbines de 190 MW.
La centrale est refroidie par les eaux de l'Aar et ne possède pas de tour de refroidissement.

## Incident de 1974
Le 20 août 1974, l'un des réacteurs à eau pressurisée subit le début de ce qui formera la séquence accidentelle de Three Mile Island. Après trois minutes, les opérateurs de service comprennent que la vanne de décharge du pressuriseur est restée ouverte. À partir de là, l'incident est maîtrisé en neuf minutes. Il se produit cependant une rupture du ballon de décharge et une légère contamination à l'intérieur de l'enceinte de confinement,.

## Production
La centrale consomme environ 8 t de combustible par an dont une partie était constituée de combustible MOX avant le moratoire de 2006.
En 2006, la puissance totale était de 730 MW ce qui en fait la troisième centrale nucléaire de Suisse en termes de puissance. En 2006, les réacteurs de Beznau 1 et 2 ont produit respectivement et 2 920 3058GWh, soit 22,8 % de la production d'électricité nucléaire de la Suisse. La centrale est utilisée en base, elle produit une puissance constante et ne réalise pas de suivi de charge. En plus de l'électricité, la centrale alimente environ 18 000 habitants de la région en chaleur grâce au réseau de chaleur Refuna.

## Maintenance
En 2012, Axpo annonçait vouloir investir 720 millions de francs suisses d'ici 2014 dans la sécurité de la centrale nucléaire, ce qui est effectué maintenant :
- 500 millions dans une nouvelle alimentation d'urgence autarcique et résistant aux séismes (deux groupes électrogènes diesel de plus pour chaque unité) ;
- 100 millions pour remplacer les deux couvercles à pression des réacteurs ;
- 40 millions pour remplacer le système informatique datant de 1992 ;
- 80 millions pour d'autres projets.

En août 2017, après l'arrêt partiel de son activité, la centrale est exploitable à 100 %.

## Projet
La société Resun SA, créée et dont le capital est détenu par FMB et deux filiales d'Axpo, a déposé fin 2008 une demande d'autorisation cadre pour la construction d'une nouvelle centrale nucléaire sur le site de Beznau. Le projet était porté par la société du site : la centrale nucléaire de remplacement Beznau SA.
Le réacteur aurait été de la filière réacteur à eau légère. Il pourrait être à eau pressurisée comme ceux déjà en service, ou à eau bouillante. La nouvelle centrale aurait été puissante et nécessitera une tour de refroidissement. Le projet aurait reposé sur une technologie de tour de refroidissement hybride de faible hauteur et sans panache, ce qui permet une meilleure intégration paysagère.
Le 15 novembre 2010, l’Inspection fédérale de la sécurité nucléaire (IFSN) a déclaré « adéquats » les trois sites proposés — Mühleberg (BE), Beznau (AG) et Gösgen (SO) — pour la construction de trois nouvelles centrales nucléaires en Suisse, le type de réacteur restant à choisir.
À la suite des accidents nucléaires ayant touché les installations de Fukushima, la cheffe du Département fédéral de l'environnement, des transports, de l'énergie et de la communication (DETEC) Doris Leuthard décide le 15 mars 2011 de la suspension des procédures en cours concernant les demandes d'autorisation pour la construction des trois nouvelles centrales. Le 25 mai 2011, le Conseil fédéral confirme la sortie progressive de l'énergie nucléaire. Le 28 septembre 2011, le Conseil des États a confirmé l’arrêt de la construction de nouvelles centrales nucléaires, tout en exigeant la poursuite de la recherche dans le nucléaire. À la suite de cette décision prise par le Conseil fédéral et le Parlement de sortir du nucléaire, l'approvisionnement électrique en Suisse va subir des changements profonds. Les centrales nucléaires existantes devront être mises à l'arrêt à l'échéance de leur durée d'exploitation conforme à la sûreté sans être remplacées par de nouvelles centrales nucléaires, probablement entre 2029 et 2044.

## Fermeture programmée
Le groupe énergétique suisse Axpo a annoncé le 5 décembre 2024 qu'elle cessera d'exploiter la centrale en 2033,.

### Sources
- Statistiques de l'électricité en Suisse sur le site de l'OFEN.
- (fr) et (de) Statistique suisse de l'électricité 2006, p. 22, (fichier PDF sur le site de l'OFEN).